# Pédagogie documentaire
 (septembre 2008).
Si vous disposez d'ouvrages ou d'articles de référence ou si vous connaissez des sites web de qualité traitant du thème abordé ici, merci de compléter l'article en donnant les références utiles à sa vérifiabilité et en les liant à la section « Notes et références ».
La pédagogie documentaire, ou pédagogie du « construire sa connaissance par les documents », vise plusieurs objectifs. Tout d’abord la pédagogie documentaire présuppose et vise à renforcer l’autonomie de l’élève. L’élève n’est pas placé en position passive par rapport à la réception d'un savoir ; on attend de lui qu'il l’approprie en cherchant l’information dans des documents, et en la restituant selon sa perception des attentes des professeurs ou de ses besoins. La pédagogie documentaire vise également le développement  de l’esprit critique de l’élève en attendant de lui qu'il apprenne à valider l’information, et à reconnaître la pertinence d’un document par rapport à une manne documentaire accrue avec le développement des techniques de l'information et de la communication. Enfin la pédagogie documentaire a pour objectif immédiat l’utilisation des outils d’un centre de ressources par l’élève, puisqu’avant de pouvoir apprendre avec des documents, il faut au préalable maîtriser les outils de recherche, par exemple le logiciel documentaire d’un établissement scolaire, ou un moteur de recherche sur internet. 
La pédagogie documentaire vise ainsi l’acquisition d’une méthode de recherche documentaire.

## Brève histoire de la pédagogie documentaire
Le rôle du document dans l’enseignement s’est peu à peu transformé : de simple support d’information pour les professeurs, il est devenu vecteur du savoir pour les élèves. La pédagogie documentaire s’est construite avec l’institution progressive des Centres de Documentation et d’information (CDI) dans les établissements scolaires et le développement des techniques d'information et de communication.
Le premier centre local de documentation pédagogique est créé en 1958 au lycée Janson de Sailly à Paris sous l’impulsion de Marcel Sire, proviseur de l’établissement. Les CLDP (devenu les services de documentation en 1962) sont destinés à mettre à disposition des professeurs les informations administratives et pédagogiques, à recenser et gérer le matériel audiovisuel, à enrichir le fonds documentaire existant. L’objectif initial de ces centres est de proposer aux enseignants des documents qu'ils puissent utiliser dans le cadre de leurs cours. 
Puis les centres vont s’ouvrir progressivement aux élèves. C’est le résultat d’une prise de conscience : l'enseignement magistral ne suffit plus, le livre, comme les autres supports d’information, est aussi un moyen de transmettre le savoir. Plusieurs résultats s’ensuivent : les modes d’apprentissage se diversifient et l’éducation se fonde sur des méthodes actives. La pédagogie traditionnelle évolue vers une pédagogie fondée sur l’activité de l’enfant, son individualisation, la prise en compte de sa personnalité et de ses centres d’intérêts.
Quelques grandes dates : en 1966, les services de documentation deviennent les services de documentation et d’information, l’information recouvrant le domaine culturel, la documentation scolaire et professionnelle. Il s’agit de mettre à la disposition des professeurs et des élèves une documentation pédagogique, des moyens techniques audiovisuels et de reprographie, une bibliothèque, ainsi qu’une documentation scolaire et professionnelle mise également à la disposition des parents. 
En 1973-1974, les services de documentation deviennent des centres de documentation et d’information CDI. Les méthodes pédagogiques sont rénovées avec comme modalités et objectifs le recours aux formes de travail individuel et collectif. L’utilisation des moyens d’informations, des moyens audiovisuels permettent un décloisonnement spatial et temporel des activités et une plus grande communication entre les acteurs et l’extérieur.
Le CDI devient un lieu offrant des activités multiples, un travail autonome, des loisirs, des recherches personnelles, de la lecture, le tout donnant les moyens à l’élève de se responsabiliser. Par ailleurs, le CDI se définit comme un lieu de recherche et de formation. Il devient nécessaire de former les élèves à une démarche intellectuelle, approcher de nouvelle manière le savoir, et acquérir une certaine autonomie.
De fait, parallèlement, le rôle du documentaliste évolue. En 1989 est créé un CAPES de documentation reconnaissant une compétence spécifique professionnelle et l’ancrage pédagogique de la profession

## Des outils
La pédagogie documentaire est transversale. Chaque discipline peut s’en approprier les objectifs. Le professeur documentaliste en est néanmoins le professeur référent. Ses pratiques d’enseignement peuvent être considérées comme spécifiques sur deux points :
- le support de travail dans un premier temps. Quand le professeur de français ou de mathématiques appuie son cours sur un manuel scolaire, le professeur documentaliste doit créer par lui-même ce support. Il n’existe pas à proprement parler de « manuel de documentation », mais on peut aujourd’hui accéder à des séquences type mises en ligne par des documentalistes[1], ou accéder à des sites dits de mutualisation[2], sans oublier les ressources officielles comme celles du SCÉRÉN-CNDP ;

- le support horaire ensuite. Quand les professeurs de discipline enseignent, ils le font sur des créneaux horaires qui leur sont réservés et qu’ils peuvent exploiter comme bon leur semble pour transmettre les connaissances requises en fin d’année scolaire. Le professeur documentaliste n’a quant à lui aucune heure dédiée à la transmission de compétences documentaires (sauf parfois peut-être en collège pour le niveau de 6e et surtout dans l'enseignement agricole). Toute séance doit être envisagée en collaboration avec un enseignant de discipline ce qui donne plus de sens à l’acquisition de la méthode de recherche documentaire.

En l’absence de programme clairement défini et à défaut de consignes officielles, chaque documentaliste est libre d’établir sa propre progression qui liste un certain nombre de compétences qui doivent être acquises à la fin de chaque niveau ou cycle scolaire. Certains « référentiels » ont été rédigés à la suite de nombreux échanges de pratiques.
En octobre 2010, le ministère a publié les propositions d'une démarche de formation à la culture de l'information (Pacifi) sous la forme d'un parcours allant de la 6e à la Terminale. Ce parcours s'insère dans les programmes disciplinaires et le socle commun de connaissances et de compétences autour de dix capacités et attitudes. Il présente dix fiches «Repères» que les enseignants grâce à l'expertise du professeur-documentaliste peuvent mettre en œuvre.Il doit permettre à l'élève de se forger des compétences en matière d'information, selon une progression qui s'appuie sur des situations de complexité croissante.

## Travailler en collaboration
Les objectifs tels qu’ils ont été définis doivent permettre aux élèves d’acquérir des compétences. La formation des élèves se fait par le biais d’un apprentissage individuel, en réponse à des demandes ponctuelles ou en groupe classe lors de séquences.
Dans l’idéal, ces séquences sont alors assurées conjointement par un professeur de discipline et le professeur documentaliste.

## Comment guider les élèves?
Il s’agit dans un premier temps pour le professeur de cerner avec précision ses objectifs puis, dans un second temps, il lui conviendra d’identifier et de choisir l’outil de recherche le plus approprié pour que les élèves soient en mesure de répondre à sa demande.
Le professeur documentaliste peut aider l’élève à mieux définir un mode d’interrogation des sources, il peut aussi l’accompagner dans la compréhension des documents pour qu’il puisse effectuer une prise de notes pertinente.

## Les différentes étapes de l’élève autonome
Ces étapes relèvent des modèles cognitifs de la recherche d'information.
- Le questionnement du sujet : l’élève doit comprendre ce qui lui est demandé, il doit envisager la portée du sujet, pour « cerner » son sujet. Plusieurs méthodes existent : par exemple la méthode du QQQOCP (qui quoi quand où comment pourquoi), questionnement systématique qui permet de baliser son sujet. L’élève dégage des mots clés qui lui permettront de rechercher les documents en rapport avec son sujet.

- La recherche de documents et la consultation de ces documents : à la suite de la première étape, l’élève cherche des documents sur son sujet, à l’aide des outils de recherche documentaire du centre de ressources (CDI d’établissement scolaire, bibliothèque…). Un professeur documentaliste peut aider l’élève à mieux définir un mode d’interrogation des sources. L’élève trouvera des documents papiers mis à disposition par le centre de ressources, et/ ou des documents sur internet. Il affine sa recherche au besoin selon les fonctions proposées par les outils de recherche (par exemple, sur BCDI, le thésaurus proposera d’autres mots-clé, ou la fonction d’autopostage). La maîtrise des outils de recherche nécessite une formation de l’élève par l’enseignant, et un suivi, l’autonomie de l’élève étant un objectif de la pédagogie documentaire sur le long terme.

- La sélection d’information : l’élève a trouvé au terme de la 2e étape un grand nombre de documents. Il s’agit ensuite de sélectionner les plus pertinents. Il ne suffit plus de lire les notices ou fiches descriptives des documents, il ne suffit plus de les survoler d’un œil rapide. Il faut à présent être sûr que ce que l’on cherche est dans les documents sélectionnés, et il faut être sûr que le document soit fiable, que les informations qu’il fournit sont justes (pour les documents internet). On confronte les différentes sources pour à la fois juger de la richesse de l’information et juger de sa fiabilité, pour ne garder que les documents utiles.

- Le prélèvement de l’information ou la prise de note : l’élève étant en possession des documents pertinents, il doit prélever l’information en prenant des notes. Il reprend ce qui lui est utile tel quel, pour avoir finalement en notes la quintessence de l’information contenue dans les documents choisis. Ses notes auront répondu aux questions posées dans la première étape de questionnement du sujet.

- L’appropriation des informations / réécriture / synthèse des informations : Avec les notes prises dans l’étape précédente, l’élève va construire son propre savoir, il réécrit avec ses propres mots ce qu’il a prélevé dans les documents, il synthétise les informations, il les fait siennes, il les organise, toujours selon ses attentes par rapport au sujet demandé.

- La restitution : Après s’être approprié les informations prélevées dans les documents, l’élève peut théoriquement les restituer, c'est-à-dire les diffuser à son tour selon le mode d’expression demandé. Il peut s’agir d’un exposé oral, d’un devoir écrit, d’un panneau, d’un site internet... L’élève met en forme l’information qu’il a faite sienne au terme des étapes précédentes.